# Teoria del passaggio
La teoria del passaggio (in inglese gateway drug effect) è la teoria secondo cui l'uso di alcune sostanze illecite e non, predisponga al futuro consumo di altre sostanze stupefacenti. Ciò si ritiene sia dovuto a fattori biologici (alterazioni causate dalle sostanze a livello del sistema nervoso), psicologici (vulnerabilità individuali) e sociali (contatto con ambienti illeciti).
Più comunemente però si riferisce alla teoria secondo cui l'utilizzo di droghe  "leggere" come quelle derivate dalla cannabis aumenterebbe la probabilità di un futuro uso delle droghe così dette "pesanti" ovvero di sostanze più dannose e capaci di creare dipendenza come eroina, morfina o cocaina.

## Casi tipici
Il concetto fondante della teoria è che l'uso ricreativo di una sostanza stupefacente possa predisporre al futuro uso di sostanze illecite sempre più potenti e pericolose e che quindi il passaggio da una sostanza stupefacente ad un'altra non sia casuale ma mostri un trend tipico. La teoria è stata chiaramente dimostrata non solo nel caso delle droghe "pesanti" ma anche per altre sostanze ricreative come alcol, nicotina, cannabis ed anche energy drinks. È doveroso sottolineare che maggiore predisposizione non è sinonimo di certezza di futuro utilizzo ma di una maggiore probabilità che dipende, oltre che dalla sostanza utilizzata, anche da fattori personali e dal contesto sociale. 
A titolo di esempio, uno studio condotto negli USA su 14,577 ragazzi ha mostrato che i consumatori di bevande alcoliche, specie i binge drinkers, hanno una maggiore probabilità di utilizzare in futuro tabacco, marijuana o altre sostanze illecite; gli adolescenti che fumano sigarette hanno una probabilità tra 15 e 80 volte maggiore di provare sostanze illecite rispetto a coloro che non fumano regolarmente; l'uso regolare di cannabis è associato ad un rischio 2 volte maggiore di fare uso smodato di bevande alcoliche; curiosamente, le e-cig sono state dimostrate essere un gateway verso le sigarette nei soggetti che non hanno mai fumato.

## Caso della cannabis
La teoria del passaggio, così come è nota ai più, nacque negli Stati Uniti d'America negli anni '30 quando il Federal Bureau of Narcotics promosse una campagna a favore del proibizionismo della cannabis indicandola come la responsabile di diversi casi di dipendenza da narcotici. Questa teoria è stata oggetto di critiche e nel corso degli anni ha generato ampi dibattiti per verificarne la reale fondatezza scientifica.
Studi condotti su cavie e più recentemente su esseri umani, hanno mostrato come l'uso di marijuana aumenti i recettori della dopamina, un neurotrasmettitore implicato nella ricerca di stimoli piacevoli, e ciò potrebbe potenzialmente predisporre all’uso di altri stupefacenti. Nel corso degli anni, ampi studi hanno dimostrato che la cannabis non causa generalmente il passaggio all'uso di "droghe pesanti": nella maggioranza dei consumatori (adulti e saltuari) essa è una fine, anziché una droga di passaggio; la probabilità che qualcuno approdi verso altre droghe è determinata per lo più da inclinazioni personali e situazioni sociali (contesto criminale associato all'utilizzo di cannabis) piuttosto che dal precedentemente uso di cannabis.
Benché la maggioranza dei consumatori adulti e saltuari sia quindi esente dal "passaggio", questo rischio esiste in adolescenza quando il cervello, ancora in sviluppo, è più sensibile agli effetti delle sostanze psicotrope: è stato dimostrato che l'uso della cannabis in adolescenza è capace di sovra-stimolare ed alterare le strutture del piacere e della ricompensa nel cervello, aumentando la successiva suscettibilità all'uso di sostanze stupefacenti. Secondo i risultati di uno studio, coloro che hanno fatto uso di cannabis prima dei 17 anni sono dalle 2 alle 5 volte più soggetti a fare uso di droghe pesanti.
Un rapporto pubblicato nel 2020 dal National Institute on Drug Abuse (USA) sulla base dei risultati di una ampia indagine, ha confermato che l'uso di cannabis negli adulti "può predisporre all'uso di altre sostanze stupefacenti, sia lecite che illecite" e che "gli adulti consumatori di cannabis hanno una maggiore probabilità, rispetto a chi non ne fa uso, di sviluppare alcolismo". Lo studio riporta inoltre che il 40% dei soggetti con una storia di uso regolare di cannabis, ha poi cominciato ad utilizzare un'altra sostanza illecita. I soggetti mediamente più esposti a tale rischio sarebbero uomini, residenti in contesti urbani, mai sposati oppure divorziati, con disagi psichici o comorbilità psichiatriche. Secondo lo stesso studio, anche l'uso di Alcol e Nicotina potrebbe contribuire al futuro uso di sostanze illecite.

### Il rapporto La Guardia
Che la marijuana non conducesse all'uso di droghe pesanti era tra i risultati pubblicati nel 1944 dal famoso Rapporto La Guardia (La Guardia Marijuana Committee), commissionato dal sindaco di New York Fiorello La Guardia per verificare le asserzioni dell'FBN riguardo ai presunti danni provocati dal fumo di cannabis. Esso evidenziò come la marijuana non fosse causa di violenza ma potesse addirittura essere un farmaco contro le dipendenze da alcool o eroina. Harry Anslinger, capo dell'FBN, denunciò il sindaco Fiorello La Guardia, la New York Academy of Medicine e i medici che per anni avevano lavorato alle ricerche per il rapporto, dichiarando che non avrebbero fatto più esperimenti e studi sulla marijuana senza un suo permesso personale, pena l'arresto per infrazione delle leggi sugli stupefacenti.
Usando il potere di Ufficiale del Governo degli Stati Uniti fece fermare, fra il 1944 e il 1945, ogni ricerca in corso sui derivati della cannabis e incaricò la American Medical Association di prepararne una che rispecchiasse le posizioni governative. Va notato che nel 1937 la A.M.A. si era opposta al passaggio del Marijuana Tax Act. Nel 1939 però circa 3.000 membri dell'Associazione vennero arrestati dagli agenti del Federal Bureau of Narcotics di Anslinger, incaricati di perseguire i dottori che prescrivevano narcotici per quelli che egli giudicava scopi illeciti: alla fine del 1939 la American Medical Association stipulò un accordo con Anslinger e nel corso dei dieci anni successivi, dal 1939 al 1949, solo tre medici furono accusati per utilizzo di droghe illecite.
Lo studio condotto dalla A.M.A. su richiesta personale di Anslinger, fra il 1944 e il 1945, doveva smentire quanto dichiarato precedentemente nel Rapporto La Guardia: vi si trovano asserzioni come "del gruppo sperimentale, 34 erano negri e uno era bianco; quelli che fumavano marijuana divenivano irrispettosi dei soldati bianchi e degli ufficiali durante la segregazione militare".
Si sarebbe dovuto attendere il 1972 affinché la stessa fonte istituzionale che aveva fabbricato e diffuso tutta la serie di voci scientificamente infondate sulla cannabis (la Casa Bianca, nella figura della Commissione Shafer) ammettesse che "quei racconti erano ampiamente falsi" e che "se si esamina accuratamente la documentazione, non si trova conferma dell'esistenza di una relazione causale tra l'uso di marihuana e l'eventuale uso di eroina". Veniva quindi palesemente dichiarato che il bando sulla cannabis era stato attuato e sussisteva "senza che nessuna ricerca seria e completa fosse stata eseguita sugli effetti della marijuana: la sostanza veniva accusata di essere stupefacente, di causare dipendenza fisica, di provocare crimini violenti e pazzia".

### Dagli anni ottanta a oggi
Nonostante questo, la confusione diffusa e scarsa conoscenza scientifica dell'opinione pubblica in tema di "droghe" fece sì che questa voce rimanesse in vita, riciclata ampiamente dai proibizionisti negli anni ottanta e spesso, più o meno in buona fede, passata per verità scientifica accertata. Reagan e la moglie Nancy negli Stati Uniti, così come Bettino Craxi in Italia, furono fautori della "War on Drugs" e di un conseguente inasprimento delle leggi riguardanti la cannabis, usando questo assunto come principale cavallo di battaglia.
In Italia, al 2009, sono ancora molti i politici che affermano che non esistano differenze tra "droghe leggere" e "droghe pesanti" e che le prime costituiscano un ponte per le seconde, e che rappresentino un mezzo di evasione dalla "realtà" attraverso la "cultura della droga". In più occasioni hanno manifestato opinioni simili, tra gli altri, Gianfranco Fini, Carlo Giovanardi, Pier Ferdinando Casini, Girolamo Sirchia (ex Ministro della Salute), Ignazio La Russa, Antonio Tajani.
In maniera simile alla Teoria del passaggio (nella sua accezione comune), è diffusa nell'opinione pubblica la cosiddetta "Teoria del 16 percento", secondo la quale la marijuana in vendita "oggi" sarebbe molto più potente di quella del "passato", a causa di un contenuto medio di THC superiore di oltre il 16% che la qualificherebbe a pieno titolo come "droga pesante".